# بورشيا دي روسي
بورشيا دي روسي (بالإنجليزية: Portia de Rossi)‏ مواليد 31 يناير 1973 في فيكتوريا، أستراليا، هي ممثلة وعارضة أزياء أسترالية أمريكية بدأت مسيرتها الفنية عام 1994، وإشتهرت بعد تمثيلها دور المحامية نيلي بورتر في مسلسل آلي مكبيل في سنة 2000 وثم مثلت دور ليندسي بلوث في مسلسل عائلة بلوث في سنة 2003، ومثلت دور فيرونيكا بالمر في بيتر أوف تيد في سنة 2009 ومثلت دور أوليفيا لورد في مسلسل نيت توك في سنة 2003، ومسلسل فضيحة في سنة 2012، في سنة 2009 تزوجت من المذيعة والممثلة والكوميدية الأمريكية ألين دي جينيريس ونالت الجنسية الأمريكية بعدها.

## النشأة
ولدت بورشيا دي روسي في هورشام بفيكتوريا في أستراليا. والدتها هي مارغريت التي تعمل كطبيبة أما والدها فهو باري روجرز الذي توفي عندما كانت في التاسعة من عمرها. نشأت في غروفيدال إحدى ضواحي مدينة غيلونغ في فيكتوريا، عندما كانت طفلة ظهرت في مجموعة من إعلانات التلفزيون والإعلانات الورقية. في عام 1988 وهي في سن الخامسة عشر اعتمدت روجرز اسم بورشيا دي روسي ومنذ ذلك الحين وهي تُعرف بهذا الاسم. ذكرت في عام 2005 أنها تُحاول إعادة اكتشاف نفسها وهذا هو السبب الذي دفعها لتغيير اسمها حيث استعملت اسم بورشيا ذو الأصل الإيطالي كونه يحمل حرفا من حروف اسم وليام شكسبير وذلك نتيجة لتأثرها بمسرحية تاجر البندقية. درست في ثانوية ملبورن المتوسطة للبنات ثم التحقت بجامعة ملبورن حيث تخصصت في مجال القانون.

## المسيرة المهنية

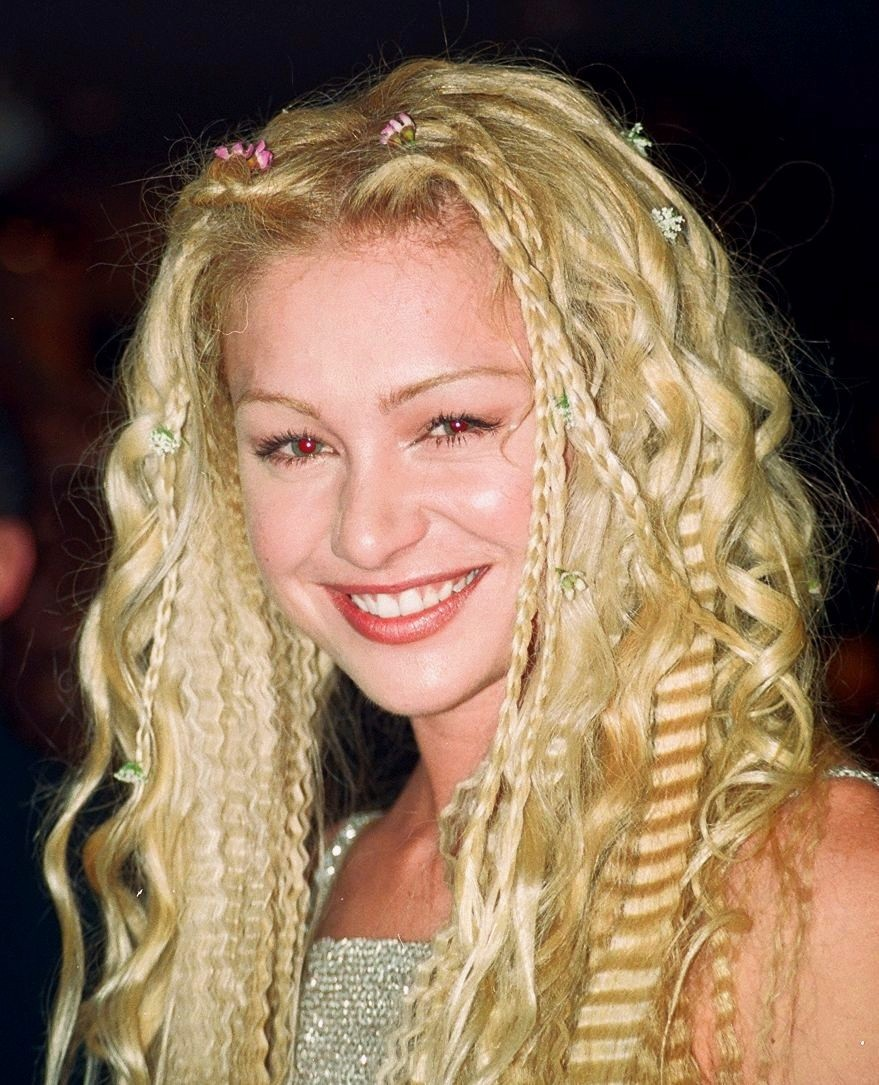
بورشيا دي روسي

بدأت مسيرتها المهنية كعارضة أزياء في أستراليا، ثم شاركت في أول فيلم لها عام 1994 تحت عنوان صفارات الإنذار. انتقلت بعد ذلك إلى لوس أنجلوس وشاركت هناك كضيفة لعدة برامج تلفزيونية بسيطة قبل أن تبدأ في تحقيق غايتها وشهرتها بعدما ظهرت في فيلم سكريم 2. في نفس الوقت كانت دي روسي تعمل بجد من أجل تحسين لهجتها وطريقة نطقها لمخارج الحروف خاصة أنها قادمة من أستراليا.
نالت اهتماما دوليا عندما جسدت دور المحامية نيل بورتر في مسلسل آلي مكبيل عام 1998. بقيت حاضرة في المسلسل حتى نهايته عام 2002. حصلت عام 2001 على دور البطولة في فيلم من هو الرابح؟ إلى جانب كريستيان سلاتر. في الفترة ما بين 2003 - 2006 تألقت بورشيا في دور ليندسي بلوث في مسلسل عائلة بلوث الذي عُرض على شبكة فوكس التلفزيونية. لعبت بعد ذلك دور كارولين بيست كنيدي زوجة جون كينيدي الابن في الفيلم التلفزيوني أمير أميركا: قصة جون كينيدي الابن الذي صدر عام 2003. غابت لمدة 5 سنوات تقريبا حيث ظهرت في بعض الأفلام «المغمورة» فقط لكنها عادت في 2007-2008 في الموسم الخامس لمسلسل نيب/تك بدور جوليا مكنمارا صديقة البطلة أوليفيا. في عامي 2009 و2010 ركزت دي روسي على تغيير لكنتها من أجل تقديم أداء حسن في فيلم تيد أفضل حالا.
حصلت عام 2003 على المرتبة 69 في قائمة أكثر 100 امرأة جاذبية حسب مجلة فام فاتالس (بالفرنسية: Femme Fatales)‏ ثم حصلت على المركز 24 في نفس القائمة لكن هذه المرة حسب تقييم مجلة مكسيم لعام 2004. في أواخر عام 2006 أدرجتها إحدى المجلات متوسطة الصيت باعتبارها واحدة من أهم النساء في مجال السينما والتلفزيون. في أيار/مايو من عام 2007 كانت بورشيا ضمن قائمة أجمل 100 امرأة حسب الطبعة الخاصة الصادرة عن مجلة بيبول.
شاركت بورشيا في إحياء الموسم الرابع من مسلسل آلي مكبيل الذي بدأ عرضه في 7 أغسطس 2012؛ حيث جسدت دي روسي دور ليندسي بلوث من جديد. تألف الموسم الرابع من المسلسل هذه المرة من 15 حلقة فقط وبُث لأول مرة على شبكة نيتفليكس وذلك بحلول 26 أيار/مايو 2013.
في تموز/يوليو 2014 نشرت بي سي مقالا أكدت فيه أن دي روسي ستشارك في الموسم الرابع من مسلسل فضيحة في دور إليزابيث نورث. وفعلا هذا ما حصل حيث شاركت بورشيا دي روسي في المسلسل ولقيت إشادة من النقاد. في نيسان/أبريل عام 2017 وبالتحديد في الموسم السادس من نفس المسلسل سيتم قتل إليزابيث نورث وسينتهي وجودها في المسلسل؛ أما دي روسي فكانت قد اتخدت قرارها من قبل بمغادرة المسلسل حيث قالت: «أنا سعيدة جدا لوقتي الذي قضيته هنا في تصوير مسلسل فضيحة. في الحقيقة سوف أفتقد لعب دور إليزابيث نورث ولكن يجب علي التركيز على فرص عمل جديدة ... لطالما أحببت أسرة تصوير المسلسل وسأكون متاعبة له دائما! ... لي الشرف أنني شاركت في هذا المسلسل.» في أيار/مايو 2018 أعلنت دي روسي أنها تُفكر جديا في الاعتزال أو بالأحرى التقاعد على الرغم من إمكانية عودتها لتصوير بعد المسلسلات التي لم تكتمل بعد.

## الحياة الشخصية

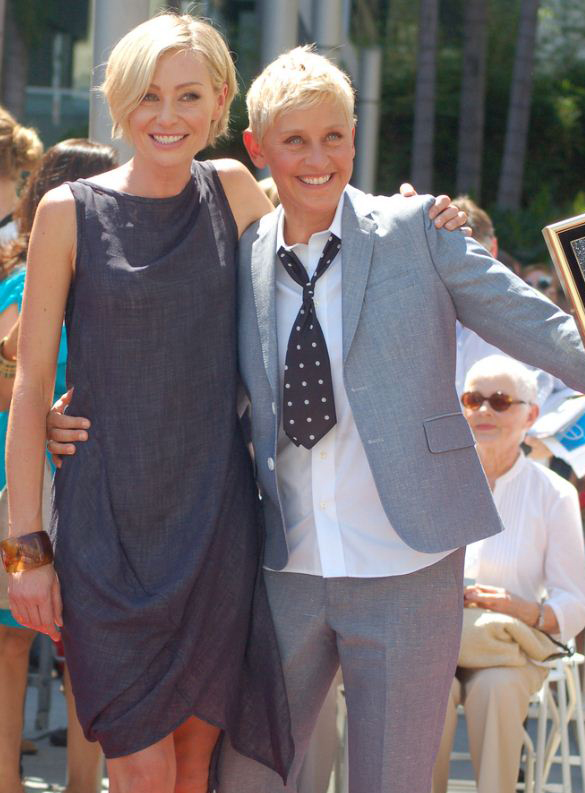
دي روسي (على اليسار) رفقة زوجتها إيلين دي جينيريس في أيلول/سبتمبر 2012.

تزوجت دي روسي بصانع الأفلام الوثائقية ميل ميتكالف عام 1996 لكن الثنائي انفصلا عام 1999. تبين فيما بعد _حسب تصريح بورشيا نفسها_ أنها تزوجت منه من أجل الحصول على البطاقة الخضراء؛ ثم قالت: «من الواضح أنني أخطأت عندما فعلت ذلك [تقصد الزواج]». في مقابلة لها عام 2010 في برنامج صباح الخير يا أمريكا أوضحت الممثلة الشابة أنها كانت خائفة من التعرض للاضطهاد في حالة ما صرحت بمثليتها.
من عام 2001 إلى عام 2004، ارتبطت دي روسي بفرانشيسكا جريجوريني ابنة باربرا باخ ورينغو ستار. وصرحت بورشيا فيما بعد مؤكدة على أنها لم تكن تعلم أن فرانشيسكا مثلية إلا بعدما رأت الصور التي نُشرت لها على مجموعة من وسائل الإعلام. في تلك الفترة رفضت بورشيا علنا مناقشة علاقتها أو ميولها الجنسية.
انفصلت دي روسي وجريجوريني في أواخر عام 2004 وذلك بعدما بدأت دي روسي تعود للارتباط بصديقتها القدمية جينيريس التي التقت بها وراء الكواليس في حفل توزيع جوائز. في عام 2005 أعلنت بورشيا عن ميولها الجنسي علنا وذلك خلال مقابلة لها مع ديتايلز وذا أدفوكيت. لمحت دي جينيريس لطبيعة العلاقة التي باتت تجمعها بدي روسي بعدما ارتدت خاتم من الماس على غرار ذلك الذي كانت ترتديه هذه الأخيرة. تزوج الثنائي في منزل بيفرلي هيلز في 16 آب/أغسطس 2008 حيث حضر حفل الزفاف عائلات الاثنتان و17 فقط من الضيوف الآخرين. في 6 آب/أغسطس 2010 قدمت بورشيا التماسا قانونيا من أجل تغيير اسمها إلى بورشيا لي جيمس دي جينيريس، وحصلت على ذلك في 23 أيلول/سبتمبر 2010. أصبحت مواطنة في الولايات المتحدة الأمريكية بحلول أيلول/سبتمبر 2011.
نشرت بورشيا في عام 2010 سيرتها الذاتية بعنوان خفة لا تُطاق: قصة من فقدان مكاسب وكتبت في مجموعة من الصفحات عن الاضطرابات التي عانت منها في حياتها بما في ذلك فقدان الشهية العصابي والشره ثم الخطأ في تشخيص مرض الذئبة. جذير بالذكر هنا أن بورشيا كانت قد عانت من اضطرابات الأكل لمدة أربع سنوات وذلك أثناء تصوير فيلم مكبيل، وللتشجيع على الاهتمام بهذا الموضوع ظهرت بورشيا في برنامجي أوبرا وينفري وألين دي جينيريس شو.
في عام 2013، انتشرت شائعات حول حمل دي روسي لكن هذه الأخيرة نفت كل هذا وذكرت أن جينيريس زوجتها لا تُخطط لإنجاب أطفال. هذا وتجدر الإشارة إلى أن دي جينيريس ودي روسي أصبحتا نباتيتين منذ عام 2008 ويشاركان في كل مرة في تربية الحيوانات وإنقاذها.
في عام 2017، نشرت دي روسي تغريدة أثارت جدلا كبيرا حينها بعدما ذكرت أن الممثل ستيفن سيغال عرض نفسه عليها حينما كانت تقوم بمراجعة أحد أفلامه.

## العمل الخيري
تدعم دي روسي مجموعة متنوعة من المنظمات الخيرية بما في ذلك منظمة خيرية توفر باروكات شعر إنسان مصنوعة من ذيل الحصان إما مجانا أو على مقياس متدرج على أساس المبادئ التوجيهية الخاصة بها، وذلك لمساعدة الأطفال الذين يعانون من الثعلبة وغيرها من الحالات الطبية التي تسبب فقدان الشعر مثل العلاج الكيميائي لأنواع معينة من السرطان. تدعم أيضا منظمة خيرية أخرى من خلال التبرع وجمع التبرعات لها، تنشط هذه المنظمة الإغاثية في أفريقيا بالخصوص وتُحاول الحد من انتشار مرض الإيدز في القارة السمراء، كما تُساعد الأطفال المرضى الميؤوس من شفائهم. تُحب دي روسي الحيوانات بشكل كبير وبخاصة القطط لذلك فهي تدعوا في كل مرة إلى التحول للنباتية ومحاولة الابتعاد عن قتل الحيوانات من أجل «افتراسها». تدعم أيضا منظمة تسعى إلى حماية وتحسين حياة القطط، وتملك ملاذا لاحتواء الحيوانات في كاليفورنيا.

## قائمة أعمالها

### أفلام
معظم الأعمال التي شاركت فيها بورشيا دي روسي هي أعمال ثانوية
| السنة | العنوان                  | دور            | ملاحظات     |
| ----- | ------------------------ | -------------- | ----------- |
| 1994  | صفارات الإنذار           | جيدي           |             |
| 1995  | المرأة في القمر          | شونا           |             |
| 1997  | الصراخ 2                 | الأخت ميرفي    |             |
| 1998  | فتاة                     | كارلا سبارو    |             |
| 1999  | في الغيبيات              | جوي            |             |
| 1999  | مثقفي أمريكا             | سارة           |             |
| 1999  | الندبات                  | جنيفر كيلهو    |             |
| 2001  | المرأة في السينما        | جينا           |             |
| 2003  | فتاتين من ليمور          | المرأة العمياء |             |
| 2003  | أنا الشاهد               | إميلي طومسون   |             |
| 2003  | الليلة التي نسميها اليوم | هيلاري هنتر    |             |
| 2004  | ديد آند بريكفيست         | كيلي           |             |
| 2005  | اللعنة                   | زيلا           |             |
| 2009  | التحول                   | دنيس مور       | [ 38 ]      |
| 2014  | الوحدة                   | الراوية        | فيلم وثائقي |
| 2015  | الآن يمكنك إضافة العسل   | بيث هالواي     |             |

### مسلسلات
- ألي مكبيل
- عائلة بلوث
- فضيحة
- نيب/تك

## روابط خارجية
- بورشيا دي روسي على موقع IMDb (الإنجليزية)
- بورشيا دي روسي على موقع روتن توميتوز (الإنجليزية)
- بورشيا دي روسي على موقع ألو سيني (الفرنسية)
- بورشيا دي روسي على موقع ميوزك برينز (الإنجليزية)
- بورشيا دي روسي على موقع أول موفي (الإنجليزية)
- بورشيا دي روسي على موقع قاعدة بيانات الأفلام السويدية (السويدية)
- بورشيا دي روسي على موقع إن إن دي بي (الإنجليزية)
- بورشيا دي روسي على موقع ديسكوغز (الإنجليزية)
- بورشيا دي روسي على موقع قاعدة بيانات الفيلم (الإنجليزية)
- بورشيا دي روسي على موقع كينوبويسك (الروسية)